# Huta Gogołowska
Huta Gogołowska est un village du sud-est de la Pologne situé dans la voïvodie des Basses-Carpates. Il fait partie de la gmina de Frysztak (commune rurale) et du powiat de Strzyżów. La population du village s'élève à 1 032 habitants en 2011.

## Géographie
| Kamienica Górna | Brzeziny        | Jaszczurowa  |
|                 | Huta Gogołowska |              |
| Gogołów         |                 | Glinik Górny |

Huta Gogołowska se situe à 9,8km de Frysztak, 14,8km de Jasło,  et de 19,2km de Strzyżów.